# Badshot Lea
Badshot Lea – wieś w Anglii, w hrabstwie Surrey, w dystrykcie Waverley. Leży 54 km na południowy zachód od centrum Londynu. W 2001 miejscowość liczyła 1509 mieszkańców.